# Watkin Williams-Wynn (1749–1789)
Sir Watkin Williams-Wynn, 4. baronet (23. září 1749 – 24. července 1789) byl velšský politik a mecenáš umění.

## Životopis
Narodil se jako nejstarší syn sirovi jménem Watkin Williams-Wynn. Jeho otec se zabil při pádu z koně během lovu, když byl Wynn ještě dítě. Po otcově smrti zdědil panství Wynnstay v severním Walesu. 
Mezi lety 1772 a 1774 působil jako poslanec volebního obvodu hrabství Shropshire. Od roku 1774 až do své smrti roku 1789 byl poslancem za Denbighshire ve Walesu.
Za svůj život byl dvakrát ženatý. Poprvé v dubnu roku 1769 s lady Henriettou Somersetovou, dcerou Charlese Somerseta, 4. vévody z Beaufortu. Podruhé v prosinci v roce 1771 s Charlotte Grenvillovou, dcerou bývalého whigského premiéra. Společně měli čtyři syny a tři dcery.
Williams Wynn zemřel 24. července roku 1789 ve věku 39 let.